# Юлий Павел
Юлий Павел (лат. Julius Paulus, греч. ο Ιούλιος Παύλος, годы рождения и смерти неизвестны) — древнеримский юрист первой половины III века. Является одним из самых известных древнеримских правоведов. Часто именуется только по второму имени — Павел. Иногда с уважительным прозвищем Prudentissimus (от лат. prudentia «предвидение, мудрость, благоразумие»).

## Биография
О жизни Павла сохранилось очень немного сведений. Его происхождение и дата смерти неизвестны.
Павел упоминается как ученик Сцеволы в качестве адвоката, затем асессора praefectus praetorio Папиниана. Был затем magister memoriae и членом императорского совета вместе с Папинианом, стал praefectus praetorio (префектом преторианской гвардии) в качестве товарища Ульпиана при римском императоре Александре Севере.
Вместе с Ульпианом является виднейшим представителем эпохи «эпигонов» юриспруденции, начавшейся со времени смерти Папиниана, когда прекратилось оригинальное творчество юристов и началась усиленная дополнениями компилятивная обработка прежнего богатого материала.

## Правовые работы
Павел написал множество работ по различным вопросам права (86 сочинений, около 300 книг), которые отличались точностью юридического анализа и энциклопедическим охватом всего предшествующего правового материала.
Эрудиция, сила и самостоятельность мысли, не подавленная массой материала, который Павел обработал, умение критически отнестись к чужим мнениям и смело сказать своё, не стесняясь авторитетом, наконец, попытки охватить казуистический материал абстрактными построениями составили характерные черты этих сочинений, пользовавшихся огромным распространением и авторитетом.
Наиболее крупные сочинения Павла:
- Комментарий к преторскому эдикту (лат. Ad edictum) — в 80 книгах, содержавших не столько комментарий к эдикту, сколько свободное изложение норм преторского права с общими учениями о его институтах.
- Трактат о гражданском праве (лат. Ad Sabinum) — в 16 книгах, представляющих самостоятельный очерк права, изложенный по системе Сабина с помощью сочинений и других юристов, особенно Помпония.

Кроме того, сохранилась значительная часть его «Сентенций» (лат. Sententiae ad filium), в которых излагались действующие юридические нормы в коротких положениях без обоснования и разъяснения контроверз. Сочинение пользовалось высоким авторитетом, получило для судов силу закона еще при Константине; в Феодосиевом кодексе оно названо «в высшей степени полным света, совершенейшим по изложению и справедливейшим по юридическим рассуждениям». Отрывки из него также находятся в «Lex romana wisigothorum» (составляя около 1/6 части этого сочинения), в «Fragmenta Vaticana», «Collatio», в Юстиниановых Дигестах и других кодексах.
В 426 году по указанию императора Валентиниана III в Западной Римской империи работам Павла была придана обязательная юридическая сила. Они стали иметь силу закона. Извлечения из работ Павла составили примерно 1/6 часть Дигест.

### Переводы
- Юлий Павел. Пять книг сентенций к сыну. Фрагменты Домиция Ульпиана / Пер. с лат. Е. М. Штаерман; Отв. ред. и сост. Л. Л. Кофанов. — М.: Зерцало, 1998. — 285 с. — ISBN 5-88746-030-X.